# Hors-combat
Ne doit pas être confondu avec Hors de combat.

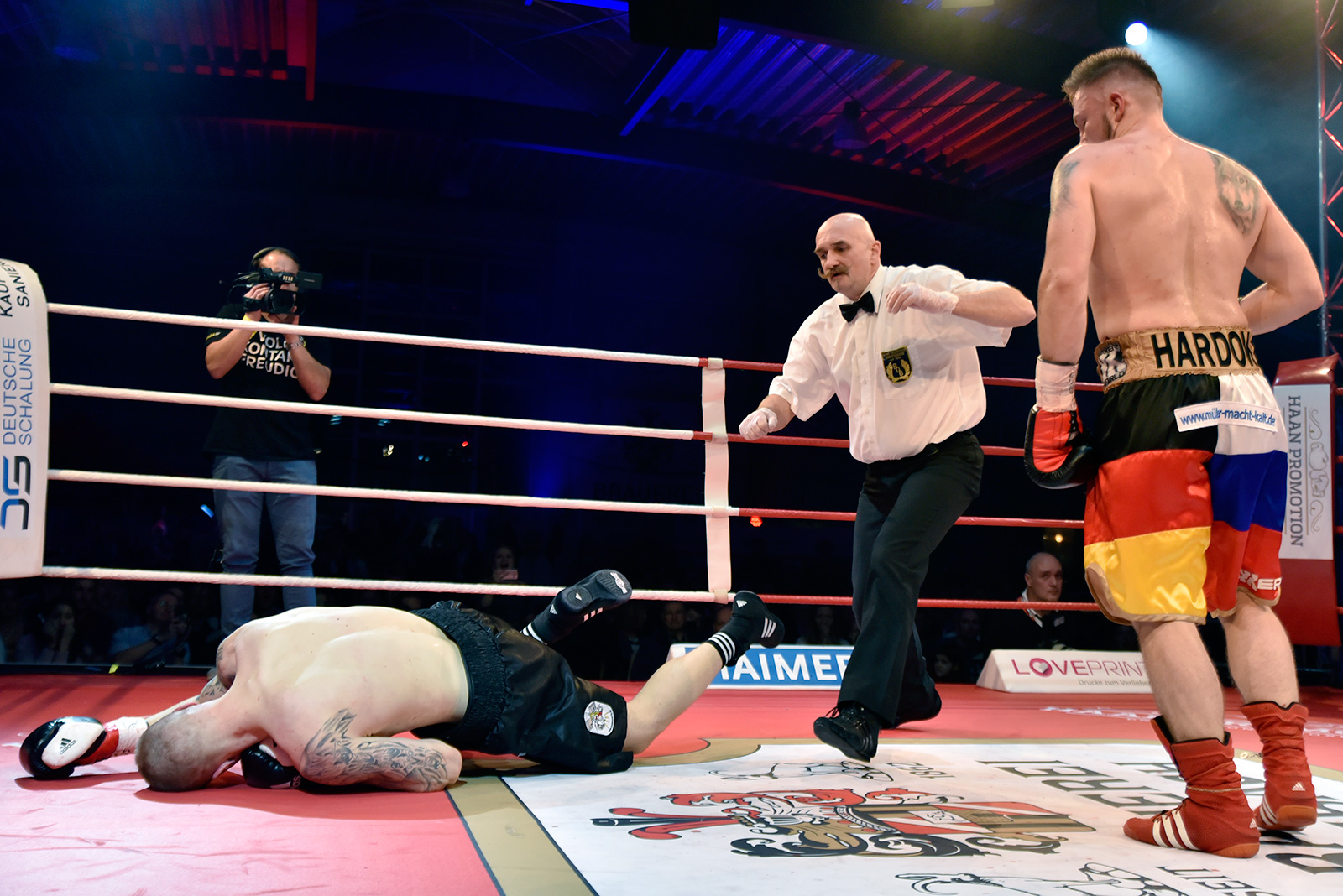
Arrêt d'un combat de boxe anglaise par l'arbitre sur mise hors-combat du boxeur au sol.

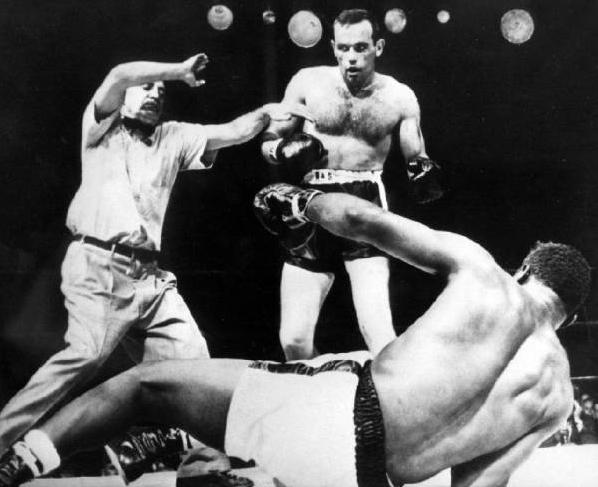
Hors-combat historique : Ingemar Johansson mettant Floyd Patterson KO et devenant ainsi champion du monde des poids lourds de boxe anglaise le 26 juin 1959.

Hors-combat se dit dans les sports de combat (en particulier ceux de plein-contact) d’un combattant dont l’état physique et/ou mental ne permet pas de poursuivre le combat. 
En boxe, le hors-combat est effectif si le combattant a été touché sérieusement par son adversaire et ne peut pas reprendre le combat au compte huit de l’arbitre ou bien reconnu dans l’incapacité immédiate de continuer (Ex. : il reste groggy ou inanimé - au sol ou dans les cordes). Le « compté » peut être effectué, soit parce que le boxeur a été envoyé au tapis par un coup, soit parce qu’il est en position debout et en difficulté (appelé « compte debout » - règle qui est inexistante dans certaines fédérations mondiales de boxe anglaise professionnelle). Habituellement, avant de déclarer un boxeur « hors de combat », l’arbitre effectue un compte durant 10 secondes pour signifier que le boxeur n’était pas en état de poursuivre le match. Si à la huitième seconde le boxeur « compté » fait preuve de lucidité la rencontre continue. Néanmoins, l’arbitre peut considérer le combattant « hors de combat » sans avoir à le compter, s’il estime qu’il est incapable de poursuivre la rencontre (déficient : groggy, fatigué...) notamment à l’issue d’une deuxième ou d’un troisième « compté ». Pour cela l’arbitre croise les bras devant son visage pour indiquer l’arrêt définitif du match et annonce « out ». Voir également knockout (KO).

## Sources
- Alain Delmas, 1. Dictionnaire encyclopédique de la boxe et des autres boxes, Amiens, 1981-2005 – 2. Cahiers de formation du moniteur, Ligue de Picardie, Amiens, 1981 – 3. Les comportements d’opposition, Mémoire du BEES 2°, Paris, 1978 – 4. L’acte d’opposition, Ligue de Picardie, Amiens, 1981 – 5. Lexique de combatique, Ligue Midi-Pyrénées, Toulouse, 1975 - 6. Technoboxe : fiches techniques de la boxe et des autres boxes, Ligue de Picardie, Amiens, 1981-2005.